# JWM
JWM（Joe's Window Manager）は、Xウィンドウシステム用のウィンドウマネージャである。
ICCCMに準拠させるため、MWMヒントおよびEWMHの両方をサポートしている。

## 特徴
開発言語はC言語で、GTKやQtといった高度なライブラリを使用せずにXlibのみで作成されているのが特徴。このためライブラリ全体のサイズが小さく、非常に軽快な動作が可能である。Damn Small LinuxやPuppy Linuxといった低容量を特徴とするLinuxディストリビューションに標準搭載されている。

### 外観
外観はWindows 95に似ておりデフォルトでは画面最下部にタスクバーが設置され、配置も左端にWindows 95 のスタートボタンと同様の機能のボタン、中央に実行中のアプリケーションのタスクバーボタン、右端に時計、とほぼ同様の配置となっている。

## 拡張
JWM自体の機能はデフォルトでは多くないが、コンパイル時のオプションを指定することにより以下の機能をサポートすることも可能である。
- PNG及びXPM形式のアイコン
- GNU FriBidi
- Xft
- Xinerama